# Тунлин
Тунли́н (кит. упр. 铜陵, пиньинь Tónglíng) — городской округ в провинции Аньхой КНР.

## История
Во времена империи Тан в этих местах был создан уезд Иань (义安县). В эпоху Южной Тан он был в 951 году переименован в Тунлин (铜陵县). Во времена империй Мин и Цин уезд подчинялся властям Чичжоуской управы (池州府).
В 1949 году уезд Тунлин был включён в состав Специального района Чичжоу (池州专区). В 1952 году Специальный район Чичжоу был расформирован, и уезд вошёл в состав Специального района Аньцин (安庆专区). В 1956 году Тунгуаньшаньский горнодобывающий район (铜官山矿区) уезда Тунлин был выделен в отдельный город Тунгуаньшань (铜官山市), подчинённый напрямую властям провинции Аньхой. В 1958 году город Тунгуаншань и уезд Тунлин были объединены в город Тунлин (铜陵市). провинциального подчинения. В 1959 году город и уезд были разделены вновь, и уезд перешёл в подчинение властям Специального района Аньцин. В 1964 году город Тунлин был преобразован в Особый район Тунлин (铜陵特区), по-прежнему напрямую подчинённый властям провинции Аньхой.
В 1965 году был воссоздан Специальный район Чичжоу, и уезд Тунлин вернулся в его состав. В 1971 году Специальный район Чичжоу был переименован в Округ Чичжоу (池州地区). В 1972 году Особый район Тунлин был опять преобразован в город Тунлин провинциального подчинения.
В 1974 году уезд Тунлин был передан из состава округа Чичжоу в подчинение властям города Тунлин, а сам город Тунлин был разделён на три района городского подчинения: Тунгуаньшань (铜官山区), Шицзышань (狮子山区) и Пригородный район (郊区).
В 2015 году решением Госсовета КНР уезд Цзунъян был передан из состава городского округа Аньцин в состав городского округа Тунлин; районы Тунгуаньшань и Шицзышань были объединены в район Тунгуань, а уезд Тунлин преобразован в район городского подчинения Иань.
В 2019 году Пригородный район был переименован в район Юэцзян.

## Административно-территориальное деление
Городской округ Тунлин делится на 3 района, 1 уезд:
| Карта                        | Карта    | Карта     | Карта         | Карта            | Карта         |
| ---------------------------- | -------- | --------- | ------------- | ---------------- | ------------- |
| Тунгуань Иань Юэцзян Цзунъян |          |           |               |                  |               |
| Статус                       | Название | Иероглифы | Пиньинь       | Население (2010) | Площадь (км²) |
| Район                        | Тунгуань | 铜官区    | Tóngguān qū   |                  |               |
| Район                        | Иань     | 义安区    | Yì'ān qū      |                  |               |
| Район                        | Юэцзян   | 悦江区    | Yuèjiāng qū   |                  |               |
| Уезд                         | Цзунъян  | 枞阳县    | Zōngyáng xiàn |                  |               |

По историческим причинам анклавы городского округа Тунлин имеются в составе уезда Хуайнин городского округа Аньцин и района Гуйчи городского округа Чичжоу.

## Экономика
В округе активно развивается солнечная энергетика. 

## Транспорт
Тунлин обслуживает соседний аэропорт Чичжоу Цзюхуашань, расположенный в 20 километрах от центра города.
В 2025 году через реку Янцзы построен 12-километровый автомобильно-железнодорожный мост, по которому проходит скоростная дорога Пекин — Тайбэй.